# USS Phoenix (SSN-702)
Pour les autres navires du même nom, voir USS Phoenix.
L'USS Phoenix (SSN-702) est un sous-marin nucléaire d'attaque de classe Los Angeles en service dans l'United States Navy de 1981 à 1998.

## Histoire
Construit au chantier naval Electric Boat de Groton, le Phoenix  entre en service le 19 décembre 1981.
Le 29 juillet 1998, le Phoenix est retiré du service et rayé des listes. Il prend la direction de Bremerton où il est démantelé et ses composants recyclés.